# 船木村 (広島県)
船木村（ふなきむら）は、広島県豊田郡にあった村。現在の三原市の一部にあたる。沼田川の水害の被害が多く、堤防を補強し、宅地はかさ上げして住居が建てられた。

## 地理
- 河川：沼田川[1]

## 歴史
- 1889年（明治22年）4月1日、町村制の施行により、豊田郡船木村が単独で村制施行し、船木村が発足[1][2]。
- 1951年（昭和26年）11月3日、字姥ケ原を豊田郡大草村に編入[1][2]。
- 1954年（昭和29年）11月3日、豊田郡本郷町、北方村、南方村と合併し、本郷町が存続して廃止された[1][2]。

### 地名の由来
古代に舟の材料を産したことによる。

## 産業
- 農業

## 名所・旧跡
- 高山城（国指定史跡）[1]
- 新高山城（国指定史跡）[1]